# Terror Couple Kill Colonel
«Terror Couple Kill Colonel» es el tercer sencillo de la banda inglesa de post-punk Bauhaus, publicado en el Reino Unido en 1980, sólo en disco de vinilo de 7 pulgadas.
El sencillo presentó en realidad dos versiones; nunca apareció en CD.

## Listado de canciones
| Lado A |                              |          |  |
| N.º    | Título                       | Duración |  |
| 1.     | «Terror Couple Kill Colonel» | 4:22     |  |

| Lado AA |                              |          |  |
| N.º     | Título                       | Duración |  |
| 1.      | «Scopes»                     | 1:28     |  |
| 2.      | «Terror Couple Kill Colonel» | 4:33     |  |